# Ekorrfälla
Ekorrfällan, ekorrklämman, eller ekorrsmällan är en gammal fångstanordning för att fånga ekorrar.
Metoden finns beskriven i litteraturen, men det första moderna svenska fyndet gjordes under inventeringar i Käringbergets ekopark i Åsele 2012. Det är inte helt klarlagt om fällorna är avsedda för enbart ekorrar, men begreppet har myntats utifrån att redskapet kan användas för denna form av jakt.
Fynden hittills är alla från Käringberget där sex fynd gjordes vid samma myr.
I en redogörelse för äldre jaktmetoder, som sammanställdes av jägmästaren Hilmer Zetterberg i början av 1900-talet, står att läsa:
| ” | Ekorrklämman eller –smällan har jag ej hört talas om annat än i Lycksele socken, där den använts i Ruskträsk med kringliggande trakt. Den förfärdigades på så sätt, att man, sedan ett inhugg gjorts i en stående torr tall, klöv denna nedanför inhugget i två delar. Den av stammen utkulvna spjälkan, som man lät sitta fast vid roten, verkade som en fjäder och gillrade man emellan denna och stammen med de tre vanliga stickorna och satte svamp som bete. När ekorren tog detta, ramlade stickorna och spjälkan igen. Förvisso dödade denna bättre än stocken. | „ |